# Disocactus flagelliformis
Disocactus flagelliformis е вид цъфтящо растение от семейство Кактусови, характерен за Мексико.

## Описание
Стъблата са тънки, зелени, понякога сиво-зелени, достигат дължина до 2 м. Цветчетата са розови, с диаметър около 4 см.